# بادینگن
بادینگن (به آلمانی: Badingen) یک منطقهٔ مسکونی در آلمان است که در بیسمارک (آلتمارک) واقع شده‌است. بادینگن ۵۱۵ نفر جمعیت دارد.